# Plaža Plat
Plaža Plat je plaža u istoimenom mjestu Plat.
Smještena je oko 10 kilometara jugoistočno od Dubrovnika, podno hotela Plat.
Plaža je šljunčano - pješčana.